# Pernille Frahm
Pernille Frahm, née le 1er avril 1954 à Hillerød, est une femme politique danoise.
Membre du Parti populaire socialiste, elle siège au Folketing de 1990 à 1994, de 1998 à 1999 et de 2007 à 2011 ainsi qu'au Parlement européen de 1999 à 2004. 